# Plougar
Plougar (bretonisch Gwikar) ist eine französische Gemeinde mit 790 Einwohnern (Stand 1. Januar 2022) im Département Finistère in der Region Bretagne. Sie gehört zum Gemeindeverband Communauté de communes du Pays de Landivisiau.

## Geographie
Die Gemeinde befindet sich im Norden der Bretagne, 14 Kilometer südlich der Ärmelkanalküste.
Morlaix liegt 22 Kilometer östlich, die Groß- und Hafenstadt Brest 32 Kilometer südwestlich und Paris etwa 480 Kilometer östlich (Angaben in Luftlinie).
Durch das Gemeindegebiet verläuft der Fluss Guillec, an der Südgrenze der Oberlauf der Flèche.

## Verkehr
Bei Landivisiau und Morlaix gibt es Abfahrten an der Schnellstraße E 50 Brest-Rennes und Regionalbahnhöfe an der überwiegend parallel verlaufenden Bahnstrecke.
Der Bahnhof von Brest ist Endpunkt des TGV Atlantique nach Paris und der Flughafen Aéroport de Brest Bretagne nahe Brest ist der nächste Regionalflughafen. Der Militärflugplatz Landivisiau liegt teilweise auf dem Gebiet der Gemeinde.

## Bevölkerungsentwicklung

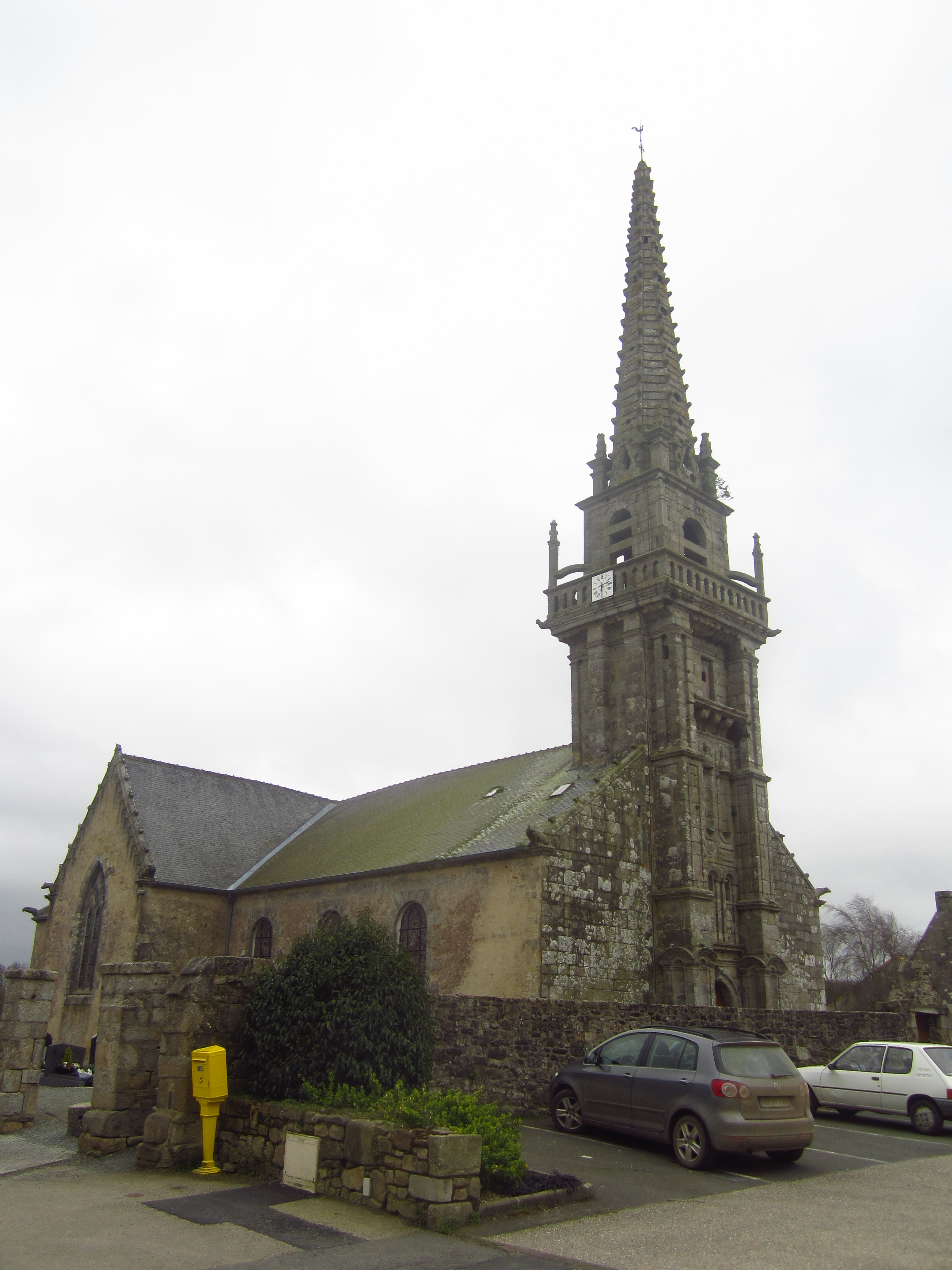
Kirche Saint-Pierre

| Jahr                       | 1962 | 1968 | 1975 | 1982 | 1990 | 1999 | 2010 | 2017 |
| Einwohner                  | 887  | 854  | 783  | 745  | 672  | 685  | 777  | 785  |
| Quellen: Cassini und INSEE |      |      |      |      |      |      |      |      |